# UFC Fight Night: Brunson vs. Machida
UFC Fight Night: Brunson vs. Machida (también conocido como UFC Fight Night 119) fue un evento de artes marciales mixtas celebrado por Ultimate Fighting Championship el 28 de octubre de 2017 en el Ginásio do Ibirapuera en São Paulo, Brasil.

## Historia
El evento estelar contó con la vuelta de Lyoto Machida después de más de dos años para enfrentar a Derek Brunson en un combate de peso medio.
Se esperaba que en el evento tuviera lugar un combate de peso semipesado entre Glover Teixeira y Misha Cirkunov, pero el combate fue movido a la cartelera de UFC on Fox: Lawler vs. dos Anjos tras una cirugía en la mano de Teixeira.
El evento coestelar contó con un combate de peso wélter entre Colby Covington y el exretador al título wélter Demian Maia.

## Premios extra
Cada peleador recibió un bono de $50,000.
- Pelea de la Noche: Elizeu Zaleski dos Santos vs. Max Griffin
- Actuación de la Noche: Derek Brunson y Pedro Munhoz